# Армстронг (Мисури)
Армстронг (енгл. Armstrong) град је у америчкој савезној држави Мисури.

## Демографија
По попису из 2010. године број становника је 284, што је 3 (-1,0%) становника мање него 2000. године.
| Група             | 2000.       | 2010.       |
| Белци             | 265 (92,3%) | 270 (95,1%) |
| Афроамериканци    | 17 (5,9%)   | 5 (1,8%)    |
| Азијати           | 0 (0,0%)    | 0 (0,0%)    |
| Хиспаноамериканци | 0 (0,0%)    | 0 (0,0%)    |
| Укупно            | 287         | 284         |